# Хахт
Хахт (на нидерландски: Haacht) е селище в Централна Белгия, окръг Льовен на провинция Фламандски Брабант. Намира се на 10 km северно от град Льовен. Населението му е около 13 600 души (2006).